# クリスマスブーツ

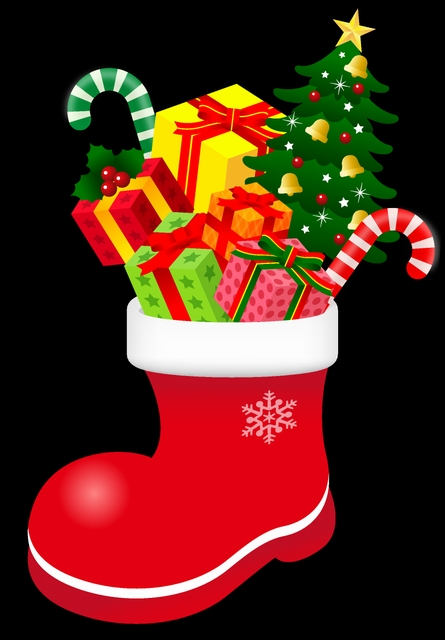
クリスマスブーツのイラスト

クリスマスブーツ（Christmas Boots）は、日本のクリスマス商品の1つ。赤いブーツ型の容器に菓子などを詰めた物。
サンタクロースやクリスマスツリーとは異なり、日本発祥で日本独自の物とされる。1950年代中期（昭和30年代初期、異説あり）に販売が開始されて以来、日本中で一定の人気を保っている。菓子製造業など多くの業界にとって、クリスマスケーキなどと共に、クリスマス時期の定番商品の1つである。

## 歴史

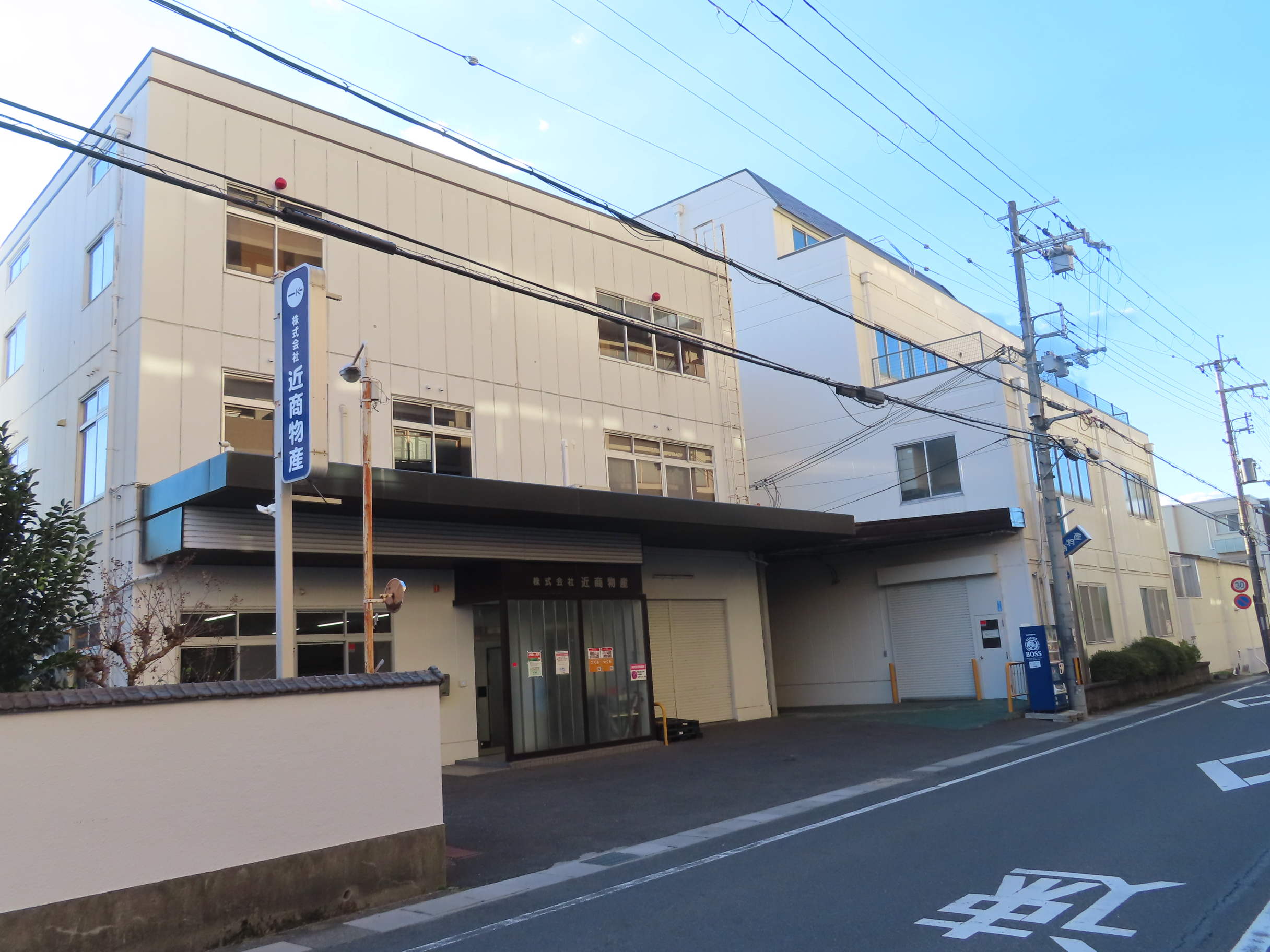
近商物産 本社外観（2023年12月）

滋賀県草津市の草津駅西口商店街にある包装容器製造卸・株式会社近商物産によれば、戦後しばらく後に初代社長らが、銀紙を巻いた紙製のブーツに菓子を入れてクリスマス商品として売り出すこと、または、クリスマスツリーの装飾品の靴下やブーツを見て、それを大きくして菓子を入れることを発案して、大手菓子メーカーを回ったことで、クリスマスブーツ製造を始めたという。ツリーに飾られた靴下やブーツは、サンタクロースの起源とされるミラのニコラオスが貧しい女性たちのため、干してあった靴下に金貨を入れたという謂れから、クリスマスツリーにブーツや靴下を吊るす習慣に由来する（クリスマスの靴下も参照）。各メーカーは在庫商品も盛り込めることで、同社のブーツに自社菓子を詰めて売り出した。
最初の製造時期は、草津市によると1957年（昭和32年）頃とされるが、それより前の1955年（昭和30年）、または1947年（昭和22年）との説もあり、明確な文献資料は確認されていない。
菓子を詰めたクリスマスブーツは、登場当初は爆発的な売上を記録した。クリスマスケーキを買うほどの余裕のない家庭でも購入することができ、様々な大きさのブーツがあるために金銭的な都合に応じた物を選ぶことができることも、人気の要因となった。その後は日本全国に広がり、クリスマスの菓子売り場の風物詩、クリスマスケーキ同様の12月の定番商品として定着した。プレゼントとしての気軽さも、定着に繋がった。昭和30年前後には袋詰め菓子の登場により種類も増え、高度経済成長期と共に日本中の家庭に広がった。昭和30年代には1個が350円から600円程度で売られていた。

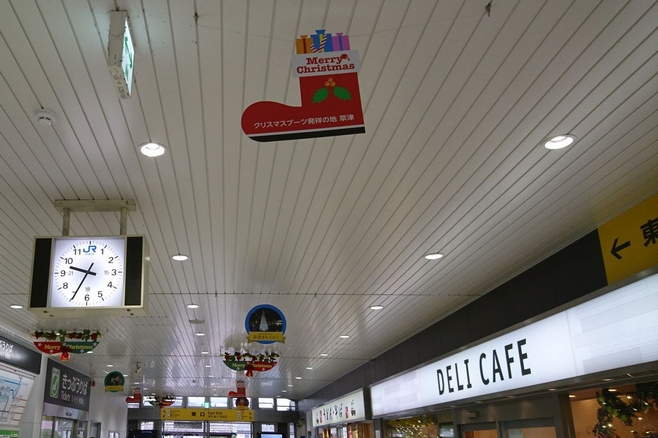
JR草津駅構内。草津市がクリスマスブーツの発祥であることがアピールされている（2018年12月）

こうした経緯から草津市、および同市と友好交流協定にある福島県伊達市では、草津市をクリスマスブーツの発祥としている。もっとも近商物産は、同社がクリスマスブーツを日本に広めたことは認めているものの、先述の通り、当時の経緯を証明する文献が残されておらず、当時のクリスマスブーツも残っていないため、伝聞でしかわからないという。
近商物産でのブーツの出荷は、最盛期の昭和後半は300万本であった。2009年（平成21年）から2013年（平成25年）にかけても、年間200万本以上の出荷があった。業界の半数近くのシェアを占めており、2017年（平成29年）時点においても、日本国内シェアのトップを守り続けている。ブーツの大きさや形は、販売開始当時からほとんど変化していない。2010年代以降においても、1つ1つが手作りで作られており、毎年1月から作り始めないと間に合わないという。
他に1960年代頃からクリスマスブーツを作り続けている老舗として、大阪府東大阪市の株式会社浪花堂がある。当時の社長が造花や店内装飾を担当していた時代、クリスマスの装飾の1つとして菓子容器を作る話があったのがきっかけであり、最初はアルミ箔による銀色の靴だったが、後にプラスチック製になったという。年間10万個が製作されており、クリスマスブーツ以外は製作されていない。
近商物産によれば、以前はサンタクロースをあしらった、綿や光輝く装飾のブーツが多く、そうした装飾の物が売れ筋傾向にあった。後の2000年代以降は、単にブーツに菓子などを詰めただけの基本的なブーツは需要が落ちる傾向にあり、その一方でディズニーや人気テレビ番組のキャラクターなどの絵柄をつけた物が主流となっている。旧来の菓子が廃れた理由には、大手菓子メーカーの多くが、本来業務を外れた菓子詰め作業が負担になったことも挙げられる。目新しく飽きがこないため、時代を経ても需要は変わらないという。値段は500円から1,000円程度が主流である。
2010年代以降においては、手編み風の毛糸布をかぶせた物が人気を呼んでいる。販売先も、かつては小売やスーパーマーケットが主流であったが、自動車ディーラーや携帯電話販売店など景品向けの割合が多くなっており、コンビニエンスストアに並ぶ姿も多い。
クリスマスブーツは日本独自の文化であり、日本国外の人々には必ず驚かれるという。テレビ番組で「欧米人が不思議がる日本だけのクリスマス」の1つに、クリスマスブーツが挙げられたこともある。菓子が入ったブーツが不思議とのことである。日本国外で試験販売された際には、韓国はキリスト教徒が多いために少しは売れたが、中国ではまったく売れなかった。日本の文化は熨斗紙や包装紙にこだわることでクリスマスブーツが誕生し、楽しまれているとも考えられている。一方では、バレンタインデーのチョコレートと同様に、ケーキ店と菓子店の陰謀とする意見もある
愛知県名古屋市中村区のデパートでは1991年（平成3年）に、ペットの犬にもクリスマス気分を味わわせるべく、犬用のクリスマスケーキなどと共に、ドッグフードの入ったクリスマスブーツが販売された。

## 滋賀県草津市のまちづくり
滋賀県草津市では、近商物産がクリスマスブーツの元祖とされる説があることから、クリスマスブーツ発祥の地として、クリスマスブーツを用いたまちづくりが盛んである。

### クリスマスブーツギャラリー
草津市の草津駅西口商店街では、クリスマスブーツ発祥の地を記念したイベント「クリスマスブーツギャラリー」を、2012年（平成24年）から毎年開催している。一般参加者が、近商物産製の組み立て式ブーツを300円で購入して、自由に装飾を加えてデザインし、それらを駅周辺に展示するもので、クリスマスシーズンの草津の冬の風物詩との声もある。
草津駅西口は、1990年代以降に開発が進んだものの、街の玄関口として栄えた駅東口方面とは対照的に、祭りなどの催しがなかった。そのため、60軒以上が加盟する西口商店街の独自のものとして、地元の近商物産のクリスマスブーツを用いた催しとして発案されたのが、このイベントである。草津が発祥ということを広めることや、地元の活性化も目的とされる。企画者は当時の同商店街の副会長であり、2014年（平成26年）時点で約300点集まったブーツに「街が賑やかになる」と喜びの声を上げていた。
このイベント用の近商物産のブーツは限定販売であり、2015年（平成27年）には販売期間は20日間の予定が、10日間で早々に完売するという好評ぶりであった。同商店街会長によれば、市や中心市街地活性化協議会などの協力も得ることができ、地域の絆も深まったという。6回目となる2017年（平成29年）にも、約300点のブーツが寄せられた。また、このイベントは東日本大震災で被害を被った福島県伊達市への復興支援も兼ねており、ブーツの売上がそれに宛てられた（後述）。
販売されている組み立て式クリスマスブーツは、子供でも簡単に製作できる物で、思い思いの飾り付けが可能である。そうして作られたクリスマスブーツは、駅周辺の銀行、ホテルのウインドウ、ロビーなど、計8か所に展示され、多数並んだブーツが毎年、通行人たちの目を楽しませている。集められたブーツに対しては人気投票が実施され、その結果発表を経て、クリスマス時期に表彰式が行われる。
クリスマスブーツギャラリーと並行し、ブーツを作った子供たちに菓子をプレゼントするイベントも、2012年（平成24年）より草津市で実施されている。ギャラリー同様、ブーツ発祥の地とされる草津市のアピールが目的とされ、子供たちの好評を得ている。
なお、同イベントを主催する草津駅西口商店街のチラシには2022年（令和4年）開催分からサンタクロースを模したイメージキャラクターとして、「クララ」（赤色の服）と「キララ」（青色の服）のイラストが描かれている。

### 巨大クリスマスブーツ
2015年（平成27年）11月には、JR草津駅西口にあるクサツエストピアホテル前に、全高約3.5メートルの巨大クリスマスブーツのオブジェが登場し、通行人が記念写真を撮るなど、注目を集めた。開き口にはプレゼント箱が大量に詰められており、上の方には「クリスマスブーツ発祥の地 草津」と書かれた。製作は、企業や地域団体、市などによる「市中心市街地活性化協議会」であり、クリスマスブーツと草津のゆかりを広める目的とされる。
ちなみに、このオブジェはクリスマス時期にJR草津駅周辺で開催されるイルミネーションイベント「みんなdeつなご 草津まちイルミ」の一環でもあり、2018年（平成30年）まで毎年同ホテル前に展示された。こちらにも草津の冬の風物詩との声が上がっている。
その後、2023年（令和5年）に草津駅西口商店街が「友好交流都市 福島県伊達市に大きな大きなクリスマスブーツを届けたい」というタイトルでクラウドファンディングを行った。同クラウドファンディングは目標金額（100万円）を上回ったため、クリスマスブーツオブジェ（幅：3.5メートル、高さ：3.8メートル、奥行：2.0メートル、重さ：60キログラム）を伊達市に寄贈し、同年12月に伊達市保原町で展示するイベントが開催された。なお、草津市にあったクリスマスブーツオブジェはこれに併せて新しいものへ取換えている。

### その他
2017年（平成29年）、草津市など滋賀県内各市の小中高生による「草津歌劇団」の第2回公演「ミュージカルショー KUSATSU グランド・パレード」では、草津市発祥とされるクリスマスブーツなど草津の名物として紹介された。
クリスマスブーツギャラリー以前より草津市で行われていたイベント「草津ハイキング」も、同ギャラリー開催後は、「オリジナル・クリスマスブーツをつくろう」と銘打って開催されている。ブーツ発祥の地を歩くミニハイキングと、ギャラリーの見学、ブーツ作り体験などが盛り込まれている。
草津市の草津市立玉川中学校と宮城県塩竈市の塩竈市立玉川中学校の生徒たちが、同じ校名を縁に交流を続けている。2017年（平成29年）には草津の3年生たちが修学旅行で初めて塩竈を訪れ、草津市が発祥とされるクリスマスブーツなどを紹介した。

## クリスマスブーツによる社会貢献
クリスマスブーツは、クリスマス時期を通じた社会貢献、社会交流の手段としても多く用いられている。2016年（平成28年）には、愛知県常滑市の児童養護施設「知多学園八波寮」に、名古屋トヨペットなどNTPグループ9社からクリスマスブーツが贈られた。2017年（平成29年）には静岡県湖西市の介護センターでは市内の保育園の園児たちが、愛知県岡崎市若松町のグループホームでは三河中地域協議会の事務局長が、それぞれサンタクロース姿となって入居者たちにクリスマスブーツを届け、入居者たちと交流を楽しんだ。
山梨県ではNPO法人「フードバンク山梨」が、経済的に苦しい家庭に食料品などを届ける活動を続けており、2018年（平成30年）には同県昭和町の山梨県立甲府昭和高等学校で、同NPO法人の職員や高校生ら約200人が、サンタクロースの赤い帽子をかぶり、クリスマスブーツや食料品などの発送作業を手掛けた。
富山県高岡市の児童養護施設・高岡愛育園では、サンタクロース姿の匿名の人物が1970年代頃より毎年、クリスマスブーツを届けている。愛知県岡崎市の児童養護施設・岡崎平和学園でも2011年（平成23年）より毎年、野球漫画『巨人の星』の主人公にあやかって「星飛雄馬」を名乗る人物よりクリスマスブーツが届けられ、共に子供たちを喜ばせている。この「星飛雄馬」からのクリスマスブーツは、2016年（平成28年）からは同愛知県豊田市、2017年（平成29年）からは同県安城市の施設にも届けられている。
大阪府守口市の守口市立さつき学園では、同学年の特色の1つである異学年交流の一環として、2016年（平成28年）の家庭科の授業で、隣の幼稚園で行う保育実習を1年生の前でリハーサルし、クリスマスブーツ作りで交流を深めた。
認知症患者や高齢者の社会参加として、クリスマスブーツ作りを利用するケースも見られる。滋賀県守山市梅田町の診療所である藤本クリニックでは、若年性認知症患者の就労と患者同士の交流を兼ねた「仕事の場」で、クリスマスブーツを手作業で組み立てる内職が行われており、患者たちの社会参加と交流が進むことで好評を得ている。

### 東日本大震災への支援

#### 福島県伊達市
滋賀県草津市と福島県伊達市は2014年より、東日本大震災への復興支援活動をきっかけに友好交流協定を結んでいる。同2014年12月、草津駅西口商店街から、被災地である伊達市の子供たちへのプレゼントとして、クリスマスブーツ300個が贈られた。この費用には、草津による同年のクリスマスブーツギャラリーにおいて、参加者が組み立て式ブーツを購入した費用が寄付として充てられた。草津駅西口商店街によれば、伊達の子供たちにはブーツが目新しかったようで、非常に盛り上がったという。翌2015年も草津市制60周年を記念し、伊達市の子供たちにブーツが贈られ、大変な好評を得た。
2016年は、前年の好評を受けたこと、およびまだ復興が完全でない伊達市への支援として、双方向の交流が実現し、伊達市民も300個のブーツを作ることとなった。2016年11月12日には草津の小学生を代表する小学生らが伊達市を訪れ、伊達市立梁川小学校の子供と交流した。
同2016年は、草津市から伊達市へ組み立て式ブーツが送られ、12月に伊達市で初めてのクリスマスブーツギャラリーが開催された。伊達市内の小中学生が作った色彩豊かなクリスマスブーツ約250点が伊達市役所内に展示され、来庁者たちを楽しませた。
2016年12月17日には、伊達市の子供たちと保護者、市職員らが、自ら装飾したブーツを持ち寄り、草津市内のホテルで草津市民たちと交流し、友好を深めた。伊達市の小学生からは、伊達と草津のより深い交流を臨む声が上げられた。同12月17日と18日には草津市内で、草津市と伊達市の子供たちが両市で飾ったクリスマスブーツを持ち寄るイベントがあり、両市の子供たちが交流した。このイベントでは、草津市と伊達市の交流の様子などを記録した映像も披露された。

#### 宮城県石巻市
同様に大きな被害を被った宮城県石巻市に対しては、栃木県佐野市の市民団体「石巻絆の会」が震災当年から、「子供が笑えば大人も笑ってくれるはず」との思いから、石巻市の園児にクリスマスブーツを贈る活動「サンタクロス支援」を行っている（『クロス』は被災者と支援者の心の交わりの意）。費用は知人や取引先からの寄付によるもので、後にこの資金の寄付は県外にも広がっている。受け取った子供たちからは支援者宛てにお礼の手紙が送られて支援者たちを喜ばせており、それを楽しみにして毎年協力を続ける支援者も少なくない。
震災から5年以上経過した頃には、現地ではボランティアが減り、菓子を受け取る子供も震災を知らない世代になったが、2016年は関東一円や中部地方などの約110人が協力し、前年の倍近い約70万円が集まり、石巻市内のほぼ全ての公立保育所、幼稚園、計28園、約1400人にお菓子を届けるまでになった。ブーツは震災後の生まれで震災を経験していない子供の手にも渡り、石巻市民の心を和ませている。

### 2013年のフィリピンへの支援
2013年、台風第30号（Haiyan、平成25年台風第30号）によるフィリピンへので死者・行方不明者7千人以上の甚大な被害に際しては、フィリピンの子供たちを励まそうと、草津市職員ら有志らの結成による「フィリピン支援チームびわこ」により、同市発祥とされるクリスマスブーツをクリスマスプレゼントとして現地に届ける計画が進められた。
同市の職員の1人が、2011年に青年海外協力隊員としてフィリピンに滞在中、日本で東日本大震災が発生し、同じ日本人として日本のために何もできないことを苦悩していたところ、現地の多数のカトリック教徒に励まされ、教徒たちが日本のために祈ってくれたことから、今度は自分がフィリピンを支えたい、現地の子供たちを笑顔にしたいとの思いで、支援を決めたという。ポーランドで2013年に開催された第19回気候変動枠組条約締約国会議で、フィリピン政府の代表が地球温暖化対策を訴えてハンガー・ストライキを宣言しており、環境に考慮する国民たちが犠牲になったのが苦しかったため、ともいう。
「フィリピン支援チームびわこ」は被災から10日足らずで結成され、同僚の市職員や同協力隊OBら、同時期にフィリピンで過ごした隊員仲間、草津市周辺にある国際交流団体のメンバー、草津市や滋賀県栗東市で国際交流に携わる有志、マニラに住む日本人ら、計11人で構成された。
チームのメンバーたちは、現地の情報をインターネットで収集し、支援の方法、必要とされる物資を検討し、市長の橋川渉に相談した際、クリスマスブーツが草津市発祥であることを知った。フィリピンは国民の8割がカトリック教徒であり、9月からクリスマスムードになり、同国ではクリスマスを一大行事として盛大に祝う習慣があることから、フィリピンにふさわしいプレゼントとして、子供たち宛てのクリスマスブーツの贈呈が決定した。クリスマスブーツの製造元である近商物産からは250個のブーツの無償での提供の申し出があり、ブーツの内容の購入や送料は募金で賄われた。チームのメンバーの1人であり青年海外協力隊OBの滋賀県立彦根東高等学校教諭は、同高の生徒たちと独自にフィリピンに衣類を送る活動を行っていたことから、同高で集めた衣類もブーツに詰められた。
同2013年12月、日用品や衣類を詰めたクリスマスブーツ20個が支援チームを通じ、被害の大きかったレイテ島からミンダナオ島に避難していた子供たちの元に届けられた、寄付金などを募った。文房具はブーツ20足分が集まり、クラスごとにサンタクロースの顔やリボンなどで飾り付けた。この活動を知り、滋賀県立彦根東高等学校の生徒たちも衣類を集めるなど、地元で支援の輪が広がっていた。
2013年12月の終業式で、全校生徒の前で、ボランティア委員会の委員長を務める生徒らがサンタクロースやトナカイに扮し、フィリピンの子供たちを笑顔を願って、支援チームにブーツを渡した。チーム代表者は「日本でたくさんの友達が応援してくれていることを伝えたい」と感謝を述べた。
2015年3月には、クリスマスブーツを贈られたフィリピンの現地から草津市立草津小学校宛てに、感謝を伝えるビデオレターが届き、同月の修了式で全校生徒に紹介された。同校の校長によれば、草津も災害が多いことから、フィリピンの子供たちは、災害の悲しみを知る子供たちに支えられたことを喜んでいたといい、子供が子供を助けるというアイディアも好評だったという。同校の生徒たちからも、感謝の言葉をもらっての喜びの声や、この計画に賛同して良かったとの声が寄せられている。

## 余談
テレビアニメ『巨人の星』（日本テレビ系列。製作：読売テレビ、東京ムービー）、第92話「折り合わぬ契約」内にクリスマスパーティーの描写があり、そのシーンにクリスマスブーツが映る。柳田理科雄は2022年時点の物価で計算すると同品が1個600円であることを発表した。ちなみに、このクリスマスパーティーに要した費用の合計は88万4,232円であったが、星飛雄馬が招待した客が誰も来ず、飛雄馬の脳裏にアームストロング・オズマの顔が浮かんだ後、混乱した飛雄馬が暴れたときにイスなどの備品を壊したため、その賠償額の合計が30万6,860円となったことも併せて発表している。